# Teobert Maler
Pour les articles homonymes, voir Maler.
Teobert Maler (12 janvier 1842 - 22 novembre 1917) est un explorateur austro-allemand qui consacre une grande partie de son existence à la recherche sur la civilisation maya.

## Biographie

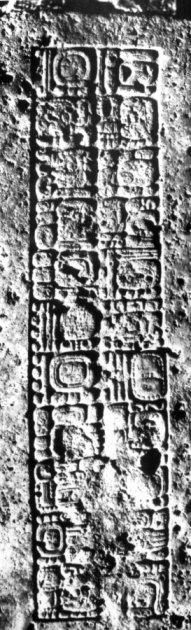
Photographie d'une inscription prise par Teobert Maler à Naranjo

Son père est représentant/ambassadeur du Grand-duché de Bade auprès du pape à Rome, où Teobert Maler naît en 1842. Son ascendance est austro-allemande.
Après avoir fait des études d'ingénieur et d'architecte à Karlsruhe, il s'établit à Vienne et acquit la nationalité autrichienne. Engagé dans l'armée de l'empereur Maximilien du Mexique en 1865, il resta plusieurs années au Mexique après l'écroulement du régime. Au cours de ses voyages à travers le pays, il prit de nombreuses photographies. La visite de Mitla éveilla son intérêt pour l'antiquité mexicaine. Ses visites à Palenque en 1877, suscitèrent son enthousiasme pour la civilisation maya. Contraint de rentrer en Europe en 1878 pour y régler la succession de son père, il revint au Mexique en 1884 et y acheta une maison à Ticul, près de Mérida. Il consacra la suite de son existence à explorer et photographier des ruines maya. Contrairement à Alfred Maudslay, il ne fit jamais de moulages ni de dessins d'édifices ou d'inscriptions, mais dressa des plans et prit des notes qui vinrent s'ajouter à ses photographies. Dans des conditions difficiles, il découvrit  de nombreux nouveaux sites dans les régions du Petén et de l'Usumacinta, parmi lesquels Altar de Sacrificios, Piedras Negras et Naranjo. En 1905 il découvrit la cité de Cancuen qui contient les ruines d'un des plus grands palais du monde maya. Il poursuivit l'œuvre de Maudslay à Yaxchilan et Tikal. En 1898, il fut engagé par le Peabody Museum. Son caractère difficile finit par provoquer une rupture avec son employeur. En 1910, il fit un voyage en Europe pour essayer de publier ses rapports, il réussit seulement à vendre quelques photos à la Bibliothèque nationale. Il décéda à Mérida en 1917.